# Jeremiah Burnham Tainter

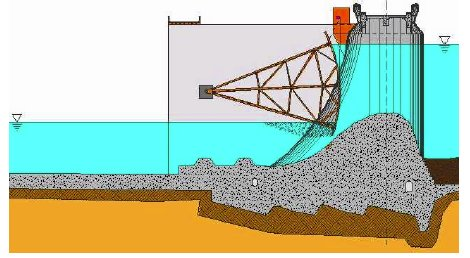
Sơ đồ mặt cắt một bên cánh tay hướng tâm của cổng Tainter, Đập Ice Harbor, Sông Snake, Pasco, Washington (USACE)

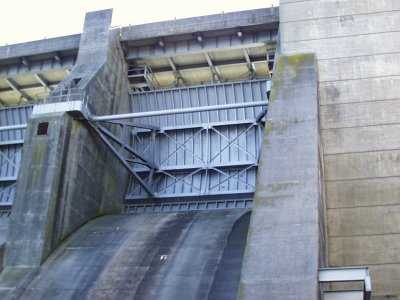
Cổng Tainter nhìn từ phía sau, hoặc đập tràn, nằm trên Đập John H. Kerr, Boydton, Virginia (USACE)

Jeremiah Burnham Tainter (ngày 6 tháng 1 năm 1836 tại Prairie du Chien, Wisconsin – ngày 5 tháng 2 năm 1920) là nhà phát minh và kỹ sư người Mỹ nổi tiếng nhờ thiết kế cổng Tainter vào năm 1886. Ông khởi đầu sự nghiệp trong lĩnh vực thủy văn vào năm 1862 qua việc sửa đổi các đập ao xay đã có từ trước ở Menomonie. Tainter được hãng sản xuất gỗ xẻ lớn nhất nước Mỹ trong quý cuối cùng của thế kỷ 19 là Knapp, Stout & Co. tuyển vào làm việc. Ông có người em trai tên Andrew Tainter giữ chức giám đốc tại Knapp, Stout.
Những phát minh của Tainter bao gồm:
- Bằng sáng chế của Mỹ 226455 Thomas Parker, Jeremiah B. Tainter, Andrew Tainter & James Downing, "Cửa cống". Cấp ngày 13 tháng 4 năm 1880.
- Bằng sáng chế của Mỹ 241443 Jeremiah Burnham Tainter, "Bánh xe thứ năm cho phương tiện giao thông". Cấp ngày 10 tháng 5 năm 1881.
- Bằng sáng chế của Mỹ 241444 Jeremiah Burnham Tainter, "Cửa cống tự động". Cấp ngày 10 tháng 5 năm 1881.
- Bằng sáng chế của Mỹ 344877 Jeremiah Burnham Tainter, "Đê quai". Cấp ngày 6 tháng 7 năm 1886.
- Bằng sáng chế của Mỹ 344878 Jeremiah Burnham Tainter, "Cửa cống". Cấp ngày 6 tháng 7 năm 1886.
- Bằng sáng chế của Mỹ 344879 Jeremiah Burnham Tainter, "Khóa kênh đào." Cấp ngày 6 tháng 7 năm 1886.
- Bằng sáng chế của Mỹ 400511 Jeremiah Burnham Tainter & Nathan B. Noble, "Móc có lò xo". Cấp ngày 2 tháng 4 năm 1889.
- Bằng sáng chế của Mỹ 1082291 Jeremiah B. Tainter, "Đập nước". Cấp ngày 23 tháng 12 năm 1913.